# Bataliony Chłopskie

Bandera de los BCh.

Bataliony Chłopskie (BCh, Batallones de Campesinos Polacos) fue un movimiento de resistencia, guerrilla y organización partisana polaca de la Segunda Guerra Mundial. La organización fue creada a mediados de 1940 por el partido político agrario Partido Popular y en 1944 se integró parcialmente con el Armia Krajowa (Ejército Nacional). En su apogeo, en el verano de 1944, la organización tenía 160.000 miembros.

## Historia
Inicialmente, después de la ocupación de Polonia por la Unión Soviética y Alemania, los partidos campesinos se mostraron reacios a formar sus propias fuerzas armadas de resistencia. Desde mediados de 1940 se formaron varios grupos más pequeños, principalmente para la autodefensa de los campesinos polacos contra el terror y las políticas económicas alemanas. La mayoría de los miembros de los partidos campesinos agrupados en la CKRL (Dirección Central del Movimiento Campesino) que recibieron entrenamiento militar antes de la guerra fueron transferidos a otras organizaciones de resistencia armada, sobre todo a la ZWZ.
Sin embargo, a principios de 1941 se decidió crear una fuerza armada. El núcleo de los BCh recién formados provino de la organización anterior Chłostra (acrónimo de Chłopska Straż - Guardia de Agricultores), así como de otras organizaciones clandestinas del movimiento de agricultores, como Związek Młodzieży Wiejskiej (Asociación de Jóvenes Rurales), Chłopska Organizacja Wolności "Racławice" (Organización por la Libertad de los Campesinos "Racławice") y Centralny Związek Młodej Wsi "Siew" (Unión Central de la Juventud del Pueblo "Siembra").
La estructura de los BCh se basó en las divisiones administrativas de Polonia de antes de la guerra. Las áreas correspondían aproximadamente a los voivodatos de antes de la guerra y se dividían además en distritos (basados en powiats) y unidades basadas en comunas. A mediados de 1943 se formaron 10 áreas:
1. Varsovia
2. Voivodato de Varsovia
3. Kielce
4. Lublin
5. Łódź
6. Cracovia, Rzeszów, Silesia
7. Białystok
8. Volinia
9. Lviv, Stanisławów, Ternópil
10. Poznan

Cada una de las áreas desplegó sus propias unidades armadas. Las unidades eran básicamente de dos tipos:
- milicias territoriales: creadas para la autodefensa, el sabotaje y la preparación de un futuro levantamiento nacional
- unidades tácticas: estrictamente militarizadas, creadas para ser utilizadas como núcleo del futuro levantamiento nacionalTumba de Franciszek Kamiński, el comandante de los BCh, en el cementerio de Powązki en Varsovia.

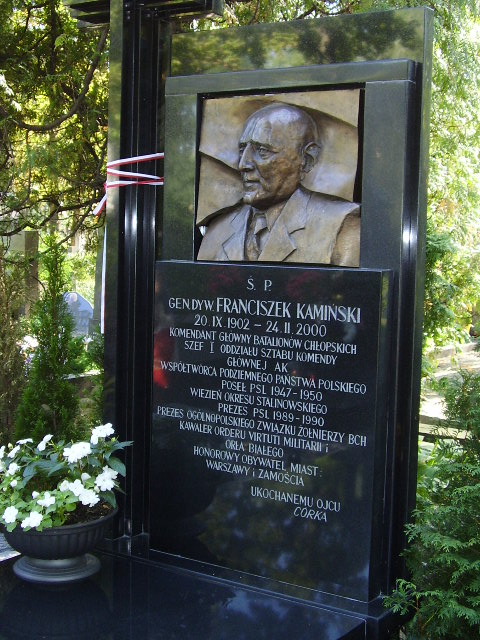
Tumba de Franciszek Kamiński, el comandante de los BCh, en el cementerio de Powązki en Varsovia.

Las unidades de este último tipo se unieron más tarde en su mayoría con el Armia Krajowa. El comandante de los BCh era Franciszek Kamiński, sus jefes de Estado eran Kazimierz Banach (hasta 1942) y S. Koter.
Durante el proceso de unificación de la clandestinidad polaca, gran parte (aproximadamente 50.000 hombres) de los soldados de los BCh estuvieron integrados por la Oficina de la Delegación del Gobierno en Polonia con el Armia Krajowa y Cuerpos de Seguridad Nacional. Asimismo, a principios de 1943 parte de las unidades tácticas se transformaron en Unidades Especiales especializadas en acciones de distracción y represalia. Una estimación para el verano de 1944, los Bataliony Chłopskie tenían aproximadamente 160.000 miembros agrupados en 70 unidades. Sin embargo, la unificación total con el Armia Krajowa no se produjo hasta el final de la guerra.
Después de que el Ejército Rojo ingresó a Polonia, elementos de los BCh comenzaron a cooperar con el Armia Ludowa respaldado por los comunistas, mientras que la mayoría permaneció leal al gobierno polaco. Sin embargo, el próximo final de la guerra, así como la información de la Conferencia de Yalta, hicieron que la resistencia fuera inútil y el 2 de abril de 1945, la mayoría de las unidades de los Bataliony Chłopskie salieron de la clandestinidad. Algunos de los soldados fueron arrestados por los comunistas, mientras que otros se unieron al Partido Popular restablecido de Stanisław Mikołajczyk. Formalmente, los Bataliony Chłopskie se disolvieron en septiembre de 1945.

## Acciones y objetivos
Las principales tareas de los Bataliony Chłopskie fueron:
1. Defensa de los campesinos contra la explotación económica alemana.
2. Defensa de los campesinos contra las expulsiones.
3. Autodefensa contra el terror alemán.
4. Ayuda a los expulsados, a los judíos, a la intelectualidad ya las familias de los esclavizados por los alemanes.

Las primeras acciones importantes de resistencia armada comenzaron a fines de 1942 cuando el área de Zamość, debido a su fértil suelo negro, fue elegida para la colonización alemana como parte del Generalplan Ost. Los granjeros polacos fueron expropiados y expulsados por la fuerza de las granjas con gran brutalidad. Sus granjas fueron entregadas a los colonos alemanes. Una minoría de los niños fueron separados de sus padres y luego de un escrutinio racial enviados a Alemania para ser criados en familias alemanas, pero miles de los "no aptos para la germanización" fueron enviados a realizar trabajos esclavos para los alemanes o fueron asesinados por los alemanes. Después de varias batallas importantes contra unidades alemanas (las más notables fueron las batallas de Wojda, Róża y Zaboreczno), los alemanes tuvieron que detener las expulsiones y, al final, muy pocos colonos alemanes fueron llevados al área (véase alzamiento de Zamość).
Otras acciones importantes incluyeron la liberación de presos de las cárceles de Pińczów y Krasnystaw, así como el hundimiento del barco patrullero fluvial alemán Tannenberg en el Vístula.